# Ferdinand Fageth
Ferdinand Fageth (* 22. Mai 1894 in Ottnang am Hausruck; † 11. Dezember 1976 in Salzburg) war ein österreichischer Politiker (SDAP/SPÖ), Gastwirt und Bergmann. Fageth war von 1925 bis 1934 Abgeordneter zum Oberösterreichischen Landtag und von 1945 bis 1956 Abgeordneter zum österreichischen Nationalrat.

## Ausbildung und Beruf
Fageth wurde als Sohn einer Bergarbeiterfamilie geboren und wuchs mit acht Geschwistern auf. Bereits im Alter von elfeinhalb Jahren kam er zu einem Bauern, ein Jahr später begann er eine Lehre als Bäcker. Ab dem Alter von 14 Jahren arbeitete Fageth schließlich als Bergmann. Gemeinsam mit seinem Vater wanderte er später in das Ruhrgebiet ab, wobei er bis zu seinem 20. Lebensjahr als Bergarbeiter beschäftigt war. Als 1914 der Erste Weltkrieg ausbrach, meldete sich Fageth freiwillig in die deutsche Armee, wurde von dieser jedoch nicht aufgenommen. Daher rückte er beim Salzburger Hausregiment 59 als Kriegsfreiwilliger ein und stieg in der Folge zum Zugsführer auf. Er wurde mit der Bronzenen und der Silbernen Tapferkeitsmedaille ausgezeichnet, erwarb jedoch während des Krieges auch ein Nervenleiden.
Fageth siedelte sich nach dem Krieg wieder im Hausruckviertel an, wo er erneut den Beruf des Bergmanns ausübte. Bereits 1919 stieg er zum Betriebsrat auf, später übernahm er die Funktion des Betriebsratsobmanns der Wolfsegg-Traunthaler Kohlenwerks AG. Nach 1938 übersiedelte Fargeth nach Braunau am Inn war beruflich als Gastwirt aktiv.

## Politik
Nachdem Fageth zum Betriebsratsobmann aufgestiegen war, übernahm er bald die Funktion des Vizebürgermeisters von Ottnang und war als Betriebsratsobmann ab 1922 freigestellt. Er engagierte sich ab 1923 maßgeblich im Republikanischen Schutzbund, stieg 1929 zum Bezirksobmann auf, schied jedoch bereits 1930 auf Grund interner Differenzen wieder aus. Zudem war Fageth ab 2. Juli 1925 Abgeordneter zum Oberösterreichischen Landtag, wobei er sein Mandat per 12. Februar 1934 infolge des Ausbruchs des Österreichischen Bürgerkriegs verlor. Fageth, der sich am Bürgerkrieg beteiligt hatte, wurde in Pichl bei Wels verhaftet und am 10. März 1934 von einem Schwurgericht zu lebenslanger Haft verurteilt. Seine Strafe wurde am 17. Mai 1934 vom Obersten Gericht auf 18 Jahre reduziert, am 21. Dezember 1935 erfolgte die bedingte Begnadigung des schwer erkrankten Fageth. Ein Straferlass Fageths wurde letztendlich am 4. Juni 1941 durch das Landesgericht Wels ausgesprochen, dafür wurde Fageth zwischen 1938 und 1944 mehrmals von der Gestapo verhaftet.
Nach dem Ende des Zweiten Weltkriegs hatte Fageth zwischen 1945 und 1949 das Amt des Bürgermeisters von Braunau inne, zudem vertrat er zwischen dem 19. Dezember 1945 und dem 8. Juni 1956 die SPÖ im Nationalrat. Darüber hinaus war er langjähriger SPÖ-Bezirksobmann.

## Auszeichnungen
- 1956: Großes Ehrenzeichen für Verdienste um die Republik Österreich[1]
- Großes Silbernes Ehrenzeichen für Verdienste um die Republik Österreich
- Ehrenzeichen für 50 Jahre SP-Mitgliedschaft
- Viktor-Adler-Plakette